# Хрестовий заказник
Хрестовий державний природний заказник (рос. Крестовый государственный природный заказник) — Російський природний (біологічний) заказник, розташований на території Астраханської області Південного федерального округу.

## Географія
Заказник розташований на території Раздорської сільради Камизяцького району Астраханської області. Займає річкові заплавні острови між протоками Хрестова Черепашка, Хрестова та Чорний на сході, Мала Чорна та Каршовий на півночі, Гусек, Удалий та Бистрий Удалий на заході. Велику частину заказника становлять води Каспійського моря.

## Історія
Резерват був утворений 10 березня 1986 року як мисливський заказник рішенням виконкому Астраханської обласної ради № 165. Метою створення заказника були збереження та відтворення водоплавних і болотних птахів, кабана, середовища їхнього проживання та підтримка цілісності природних угрупувань, що склались на даній території. 9 квітня 2007 року мисливський заказник був переформований у державний природний (біологічний) заказник постановою уряду Астраханської області № 124-П.

## Біоценоз
У заказнику охороняються об'єкти тваринного та рослинного світу, які занесені до Червоної книги Астраханської області. Тут знаходиться унікальна, єдина в дельті Волги колонія голенастих птахів та малого баклана, розташована на багаторічних заростях очерету. Голенасті птахи заказника: чапля жовта, косар (ковпиця), коровайка.

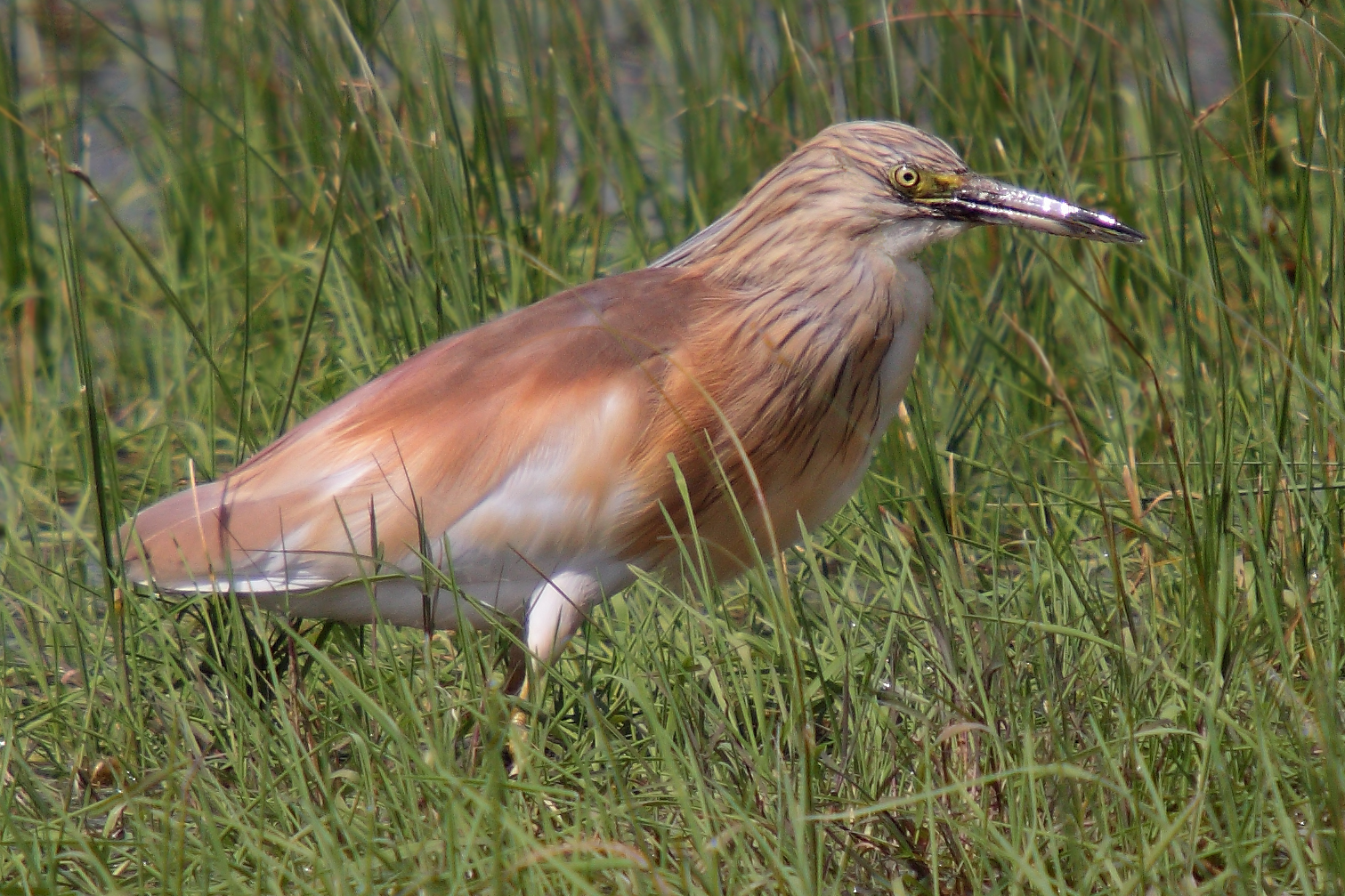
Чапля жовта
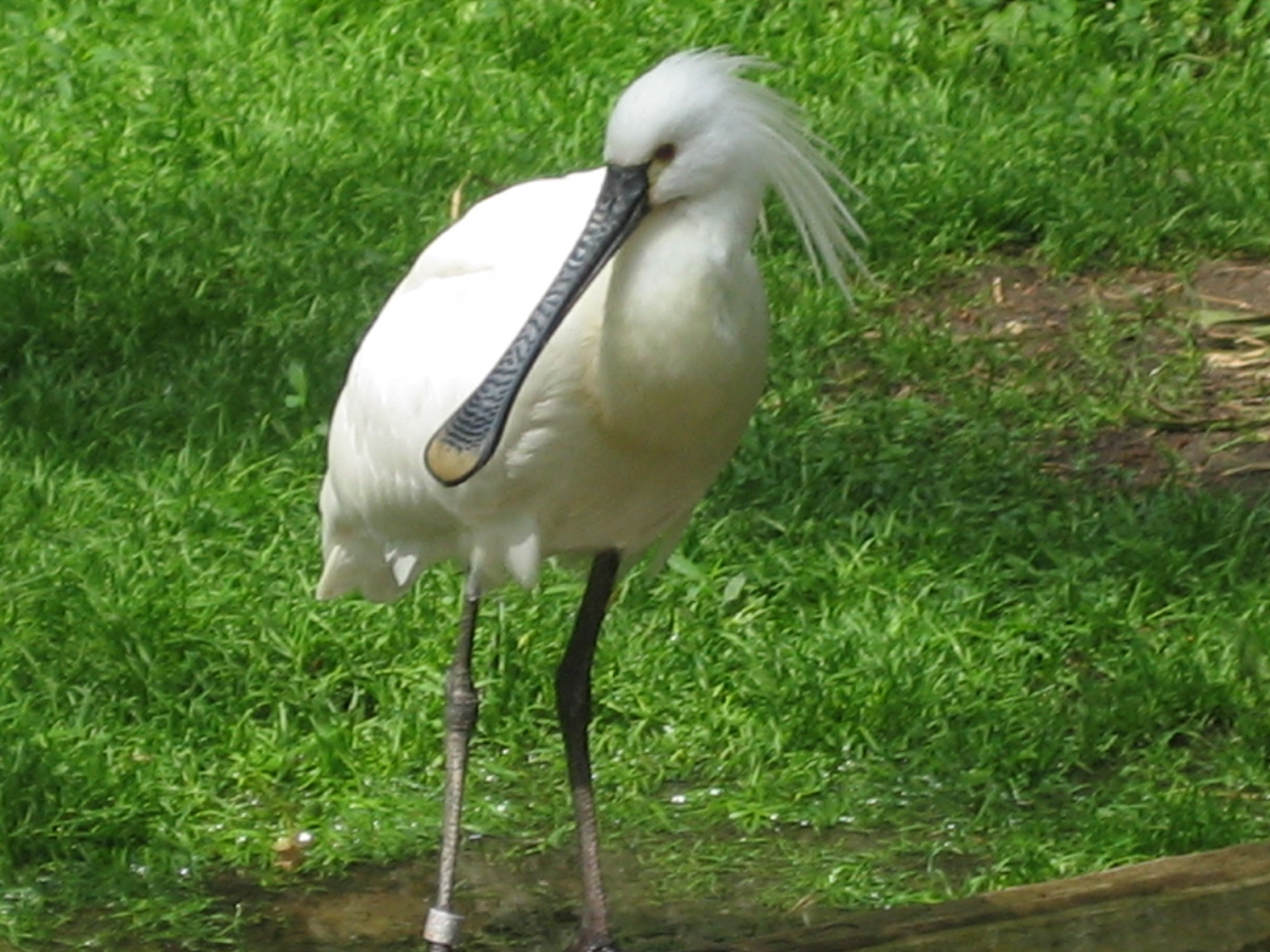
Косар (ковпиця)
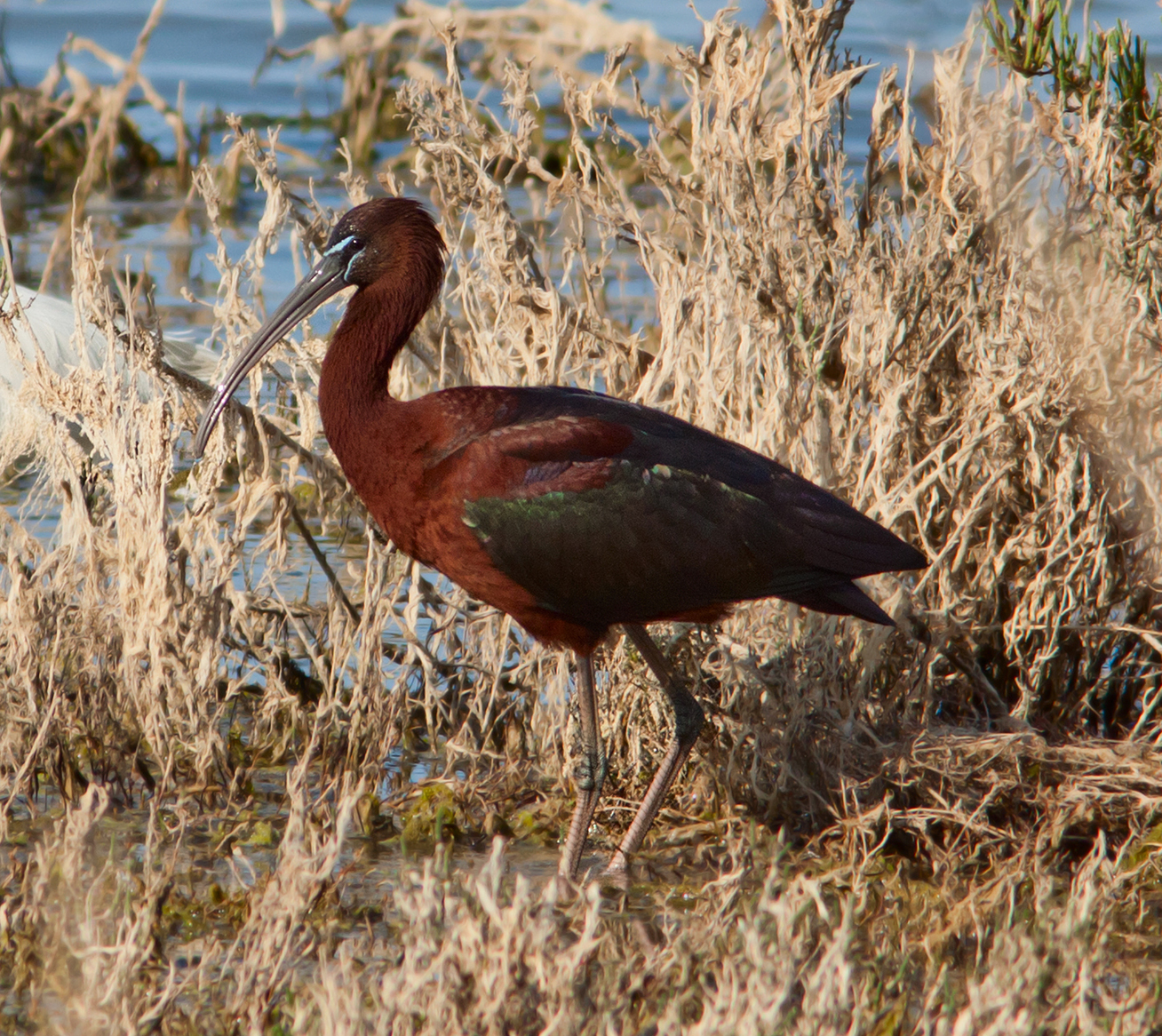
Коровайка
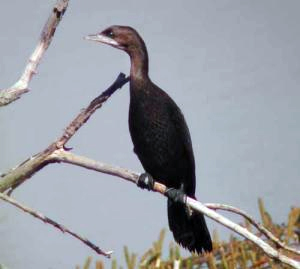
Баклан малий

## Екологія
Задачами роботи заказника є:
- збереження та відтворення водоплавних та болотних птахів, а також збереження середовища їхнього проживання та підтримка цілісності угрупувань, що склались на території, що входить у межі заказника;
- проведення біотехнічних заходів з ціллю створення найнадійніших умов проживання об'єктів тваринного світу, що охороняються;
- забезпечення встановленого режиму охорони рідкісних та зникаючих видів рослин і тварин;
- систематичне проведення облікових робіт, науково обґрунтоване регулювання чисельності мисливських тварин в установленому порядку;
- співпраця у проведенні науково-дослідницьких робіт без порушення встановленого режиму заказника;
- пропаганда серед населення задах охорони довкілля, раціонального використання та відтворення природних ресурсів.